# Karol Brej

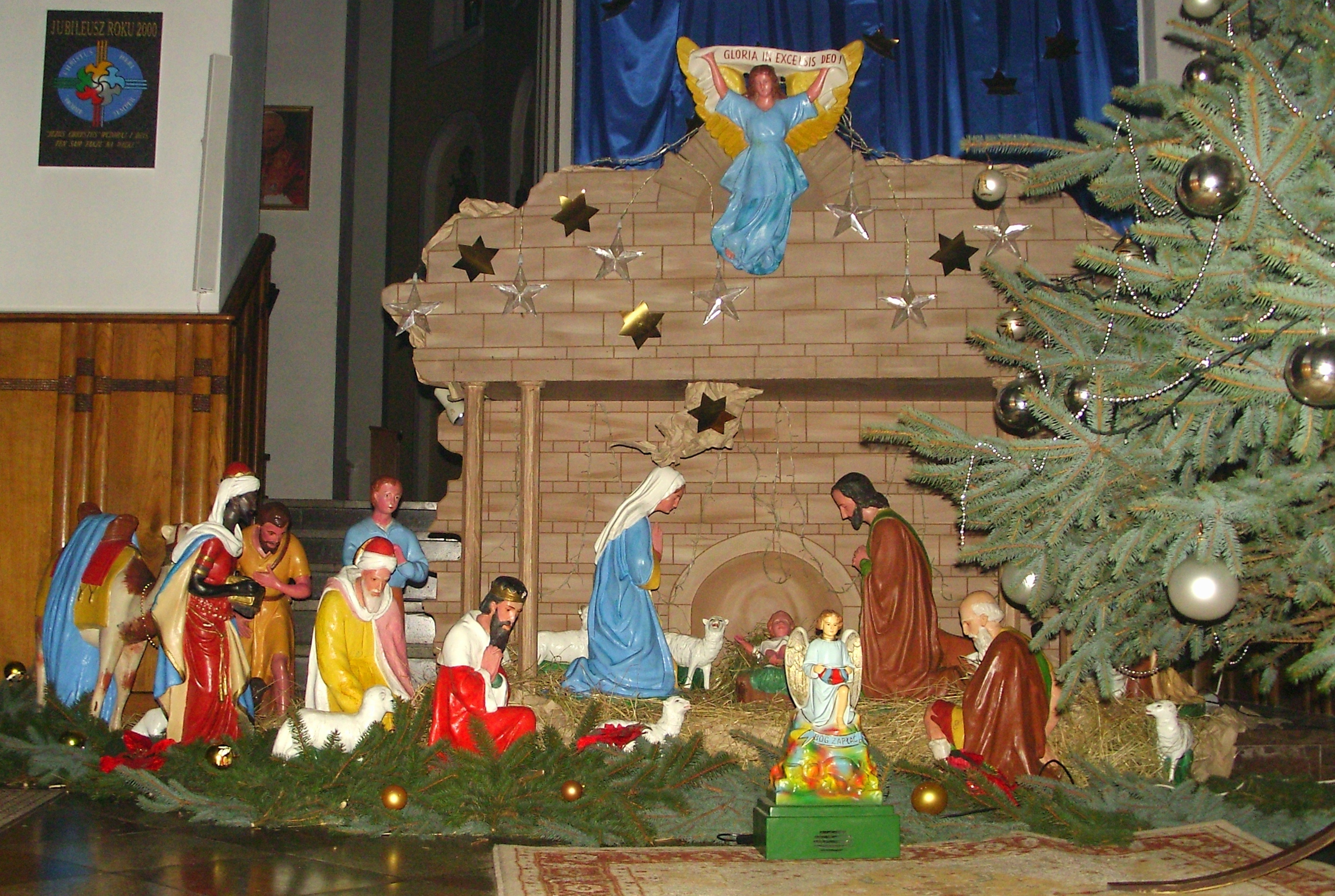
Szopka wystawiana w kościele parafialnym w Bączalu Dolnym

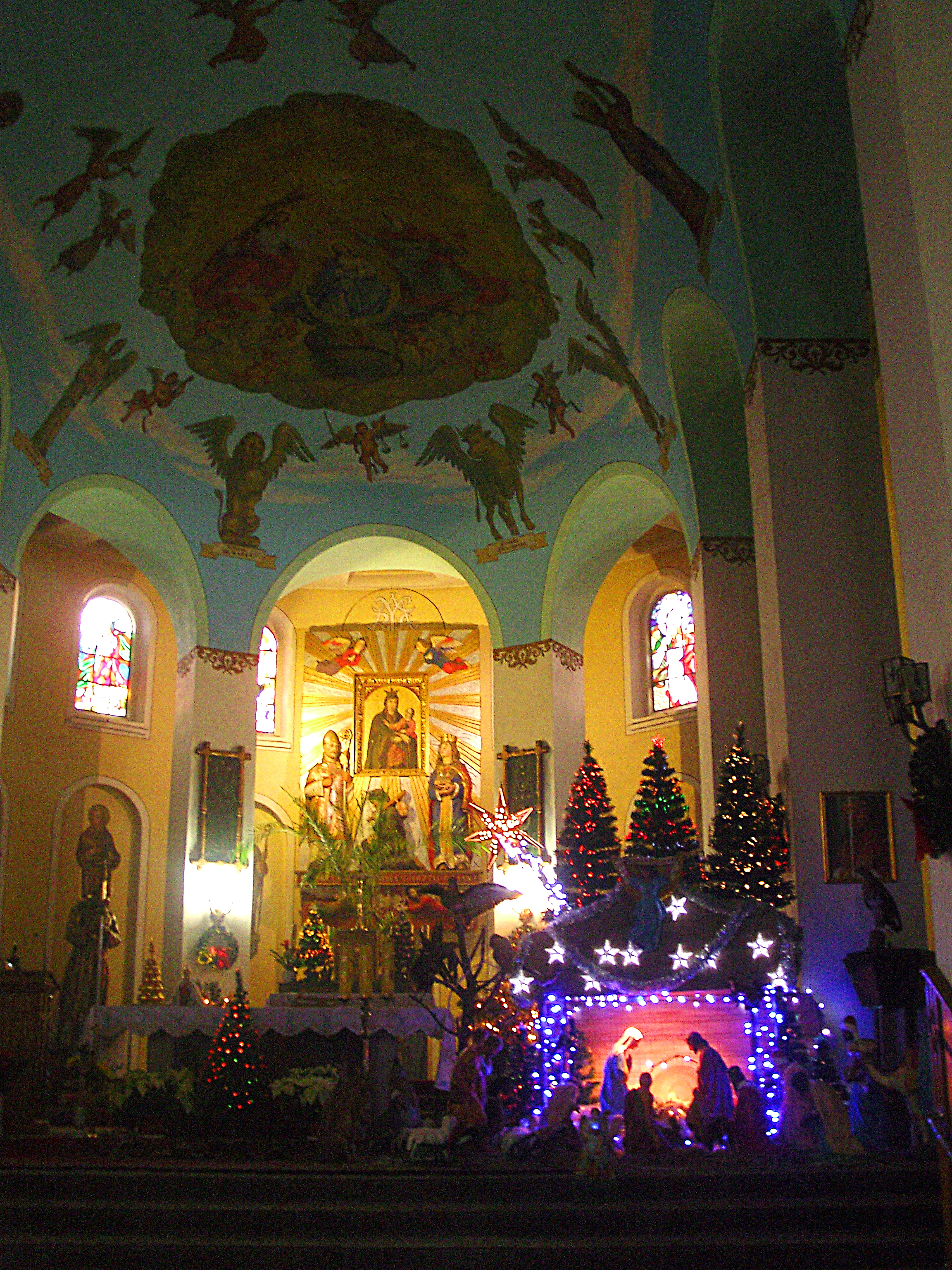
Dzieło artysty – szopka ludowa w kościele Imienia Maryi w Bączalu Dolnym

Karol Brej (ur. 1927 w Dobryni, zm. 22 października 2015 w Jaśle) – polski rzeźbiarz, garncarz i lutnik, twórca ludowy.

## Życiorys
Urodził się w 1927 roku w Dobryni koło Cieklina, od 1952 roku mieszkał w Jaśle. Tworzył głównie w drewnie, ale także w glinie, cieście i wykonywał figury wapienne. Specjalizował się również w plecionkarstwie, wykonywał instrumenty muzyczne i rekwizyty kolędnicze. Jego dzieła znajdują się w wielu muzeach krajowych, m.in.: MBL w Sanoku, Nowym Sączu, Turku, Toruniu, Krakowie, Warszawie, Rzeszowie i Jaśle oraz zagranicznych: Lipsku, Dreźnie, Koszycach i Paryżu.
Za największe dzieło artysty uważana jest szopka bożonarodzeniowa wystawiana w okresie świąteczno-noworocznym w kościele parafialnym w Bączalu Dolnym obrazująca sceny: Świętej Rodziny, przybycie pasterzy, zwierząt oraz Pokłon trzech Mędrców ze Wschodu. Fasadę szopki zdobi półplastyczna rzeźba anioła trzymający napis „Gloria in Excelsis Deo”.
Zmarł 22 października 2015 w wieku 88 lat. Msza święta pogrzebowa została odprawiona 24 października tegoż roku w Sanktuarium św. Antoniego Padewskiego w Jaśle (parafia klasztorna oo. Franciszkanów), po czym spoczął w rodzinnym grobowcu na cmentarzu parafialnym w Osieku Jasielskim.

## Wystawy i nagrody
- W 1968 roku w Jasielskim Domu Kultury odbyła się pierwsza wystawa prac artysty,
- 1971 – I miejsce w Konkursie Sakralnej Sztuki Ludowej w Rzeszowie,
- 1976 – I miejsce na Ogólnopolskim Konkursie w Toruniu,
- II miejsce na Jasielskich Konferencjach Plastycznych,
- Wyróżnienie w Konkursie Karpat Polskich w Nowym Sączu,
- I miejsce w konkursie Dziecko w Rzeźbie Ludowej w Krośnie, 1979
- Wystawa w Gmachu Parlamentu Europejskiego

## Odznaczenia
- Tytuł Twórcy Ludowego nadany przez Ministerstwo Kultury i Dziedzictwa Narodowego,
- Srebrny Krzyż Zasługi (1988),
- Zasłużony Działacz Kultury (2000),
- Zasłużony dla Kultury Powiatu Jasielskiego (2013),
- Zasłużony dla Kultury Polskiej (2014)[6].